# Тома, Михай (борец)
Михай Тома (венг. Toma Mihály, р.6 марта 1948) — венгерский борец греко-римского стиля, призёр чемпионата мира.

## Биография
Родился в 1948 году в Надьбанхедьеше. В 1974 году занял 4-е место на чемпионате мира. В 1975 году стал бронзовым призёром чемпионата мира, а на чемпионате Европы занял 4-е место. В 1976 году принял участие в Олимпийских играх в Монреале, но ни по правилам греко-римской борьбы, ни по правилам вольной борьбы успеха не добился. В 1980 году занял 7-е место на чемпионате Европы, а на Олимпийских играх в Москве стал 6-м. В 1981 году занял 6-е место на чемпионате мира, и 4-е — на чемпионате Европы.